# Isla Halifax
La Isla Halifax (en inglés: Halifax Island) es una isla rocosa en el Atlántico Sur, de 10 hectáreas y ubicada a 240 metros de la costa de Namibia. La isla es relativamente plana y forma el extremo occidental de la Bahía de Guano en Lüderitz.
La isla es parte de la cadena de islas conocidas como Penguin y se le conoce en particular como la isla del Guano, ya que hasta 1949 el Guano era extraído de allí. Una estación en el lado noreste de la isla es testigo de ese pasado. Hoy en día la isla es conocida por los turistas desde el continente, porque los pingüinos pueden ser observados fácilmente.
Constituye el tercer mayor centro de retiro para los pingüinos en Namibia y es el hogar de la única colonia del país. La isla también sirve de base para estudios de los científicos.
Halifax es parte de una Reserva Marina en Namibia. 